# Солец Куявски
Со̀лец Куя̀вски (на полски: Solec Kujawski; на немски: Schulitz) е град в Полша, Куявско-Поморско войводство, Бидгошчки окръг. Административен център е на градско-селската Солецка община. Заема площ от 18,68 км2.